# Yougoslavie au Concours Eurovision de la chanson 1966
La Yougoslavie a participé au Concours Eurovision de la chanson 1966 le 5 mars à Luxembourg. C'est la 6e participation yougoslave au Concours Eurovision de la chanson.
Le pays est représenté par la chanteuse Berta Ambrož et la chanson Brez besed, sélectionnées par RTV Beograd au moyen d'une finale nationale.

## Sélection

### Pjesma Eurovizije 1966
Le radiodiffuseur yougoslave serbe, Radiotelevizija Beograd, organise la finale nationale Pjesma Eurovizije 1966 (« La chanson de l'Eurovision 1966 ») pour la Jugoslovenska Radio-Televizija (JRT, « Radio-télévision yougoslave ») afin de sélectionner l'artiste et la chanson représentant la Yougoslavie au Concours Eurovision de la chanson 1966.

#### Finale
| Ordre | Artiste      | Chanson    | Langue  | Place |
| ----- | ------------ | ---------- | ------- | ----- |
| 1     | Berta Ambrož | Brez besed | Slovène | 1     |

Lors de cette sélection, c'est la chanson Brez besed interprétée par Berta Ambrož qui fut choisie. Le chef d'orchestre sélectionné pour la Yougoslavie à l'Eurovision est Mojmir Sepe.

## À l'Eurovision
Chaque jury national attribue un, trois ou cinq points à ses trois chansons préférées.

### Points attribués par la Yougoslavie
| 5 points | Autriche |
| 3 points | Irlande  |
| 1 point  | Espagne  |

### Points attribués à la Yougoslavie
| 5 points      | 3 points    | 1 point    |
| ------------- | ----------- | ---------- |
| - Royaume-Uni | - Allemagne | - Finlande |

Berta Ambrož interprète Brez besed en 5e position lors de la soirée du concours, suivant le Luxembourg et précédant la Norvège.
Au terme du vote final, la Yougoslavie termine 7e — à égalité avec l'Espagne — sur les 18 pays participants, ayant reçu 9 points au total,.